# Malwina Kopron
Malwina Kopron (ur. 16 listopada 1994 w Puławach) – polska lekkoatletka, brązowa medalistka igrzysk olimpijskich, specjalizująca się w rzucie młotem.
W 2011 została srebrną medalistką mistrzostw świata juniorów młodszych. Uczestniczka mistrzostw świata juniorów (2012). W 2015 zdobyła brązowy medal młodzieżowych mistrzostw Europy w Tallinnie. Szósta zawodniczka mistrzostw Europy w Amsterdamie (2016). W 2017 zdobyła brązowy medal mistrzostw świata w Londynie.
Reprezentantka Polski w pucharze Europy w rzutach.
Multimedalistka mistrzostw Polski: złota (2019, 2021 i 2022), srebrna (2017, 2020 i 2023) i brązowa (2018). Złota medalistka młodzieżowych mistrzostw Polski (2014, 2015, 2016), mistrzostw Polski juniorów (także w rzucie oszczepem) oraz ogólnopolskiej olimpiady młodzieży.
Rekordy życiowe: rzut młotem – 76,85 (26 sierpnia 2017, Tajpej) 2. lokata w polskich tabelach historycznych; rzut oszczepem – 51,66 (23 czerwca 2012, Białystok), do zawodniczki należy również aktualny rekord Polski młodzieżowców w rzucie młotem – 72,74 w 2016.

## Kariera
We wrześniu 2009 podczas Małego Memoriału Janusza Kusocińskiego w Słupsku zajęła 3. miejsce. Rok później w trakcie zawodów poświęconych pamięci Janusza Kusocińskiego odniosła zwycięstwo.
W 2011 będąc zawodniczką klubu Wisła Puławy w czasie mistrzostw świata juniorów młodszych uzyskała srebrny medal ustanawiając nowy rekord życiowy – 57,03 m, który poprawiła o ponad 1,5 m.
W 2012 podczas 12. Zimowego Pucharu Europy w rzutach rozgrywanego w Barze została sklasyfikowana na 7. pozycji, dzięki rzutowi na 61,80 m ustanawiając nowy rekord życiowy.
24 marca po raz kolejny poprawiła swój rekord życiowy w trakcie wczesnowiosennego mityngu rzutów w Kielcach, rzucając młotem na odległość 64,79 m. Podopieczna Witolda Koprona (dziadek Malwiny) w zawodach zajęła 2. miejsce.
W kwietniu w trakcie 3. Memoriału dr. Zdzisława Furmanka w Kielcach odniosła zwycięstwo, posyłając młot na odległość 63,83 m, co stanowiło wówczas 89,01% udziału w rekordzie Polski (zawodników sklasyfikowano niezależnie od kategorii wiekowej według procentowego udziału wyniku do rekordu Polski).
Na początku maja podczas mityngu w Białymstoku wynikiem 60,53 m uzyskała minimum PZLA na MŚJ w Barcelonie (58,50).
W czerwcu podczas mistrzostw Polski juniorów w Białymstoku rzucając młotem na odległość 64,88 m poprawiła swój rekord życiowy, a w drugiej konkrecji, w której brała udział – rzut młotem uzyskała 51,66 m, które było najlepszym jej wynikiem w tym rodzaju współzawodnictwa. W obu rywalizacjach zdobyła złoty medal.
W lipcu na Mistrzostwach Świata Juniorów w Barcelonie zakończyła rywalizację na etapie eliminacji.
W 2013 podczas 13. edycji Zimowego Pucharu Europy w rzutach odbywającego się w Castellón de la Plana została sklasyfikowana na 4. pozycji w kategorii młodzieżowej.
Pod koniec kwietnia w trakcie 2. Memoriału dr. Zdzisława Furmanka w Rzutach osiągnęła wskaźnik PZLA na MEJ w Rieti.
W czerwcu podczas 59. Memoriału Janusza Kusocińskiego po raz kolejny ustanowiła swój nowy rekord w rzucie młotem, posyłając sprzęt na odległość 66,11 m.
W okresie wakacyjnym, na początku lipca odbyły się mistrzostwa Polski juniorów w Krakowie, w których obroniła tytuł mistrzowski wywalczony rok wcześniej.
W 2014 w trakcie Zimowego Pucharu Europy w rzutach, który odbywał się w Leirii zdobyła złoty medal w konkursie młodzieżowców. W toczonej rywalizacji rzutu młotem trzykrotnie uzyskała wynik lepszy od dotychczasowego rekordu życiowego. Najdalej rzuciła sprzętem na odległość 69,30 m, który od tej pory był jej najlepszym rezultatem w tym rodzaju współzawodnictwa.
Pod koniec lipca podczas mistrzostwa Polski seniorów rozgrywanych w Szczecinie uplasowała się na 3. miejscu.
Miesiąc później wzięła udział w 31. młodzieżowych mistrzostwach Polski, podczas których przy każdym rzucie młotem uzyskiwała lepszy wynik od przeciwniczek, co przyczyniło się do zajęcia najwyższego miejsca na podium.
W 2015 po raz kolejny przystąpiła do rywalizacji w Zimowym Pucharze Europy w rzutach toczącej się w Leirii, którą zakończyła na 4. pozycji.
Podczas 10-lecia Kieleckiego Klubu Lekkoatletycznego rzutem na odległość 71,27 m ustanowiła nowy rekord życiowy, a także wypełniła minimum na mistrzostwa świata seniorów w Pekinie oraz na młodzieżowe mistrzostwa Europy w Tallinnie.
Występ w Estonii rozpoczęła od eliminacji, które zakończyła na 7. miejscu, co dało awans do finału konkursu rzutu młotem, w którym dzięki wynikowi – 68,57 m uzyskanemu w 4. kolejce zajęła najniższy stopień podium.
W lipcu w ostatnim dniu rozgrywanych w Krakowie 91. mistrzostw Polski seniorów zajęła 3. pozycję.
Podczas mistrzostw świata seniorów w Pekinie nie przebrnęła eliminacji, do awansu zabrakło 34 cm.
W trakcie 32. młodzieżowych mistrzostw Polski przystąpiła do rywalizacji w rzucie oszczepem oraz w rzucie młotem. Najpierw rywalizowała w konkurencji – rzut oszczepem, którą zakończyła na 3. stopniu podium. Następnie rozpoczęła udział w konkursie rzutu młotem, podczas którego rzucała regularnie powyżej 65,00 m, a próbą na 68,57 m przypieczętowała zwycięstwo.
3 sierpnia 2021 podczas igrzysk olimpijskich rozgrywanych w Tokio zdobyła brązowy medal olimpijski z wynikiem 75,49 m.
W 2021 została odznaczona Krzyżem Kawalerskim Orderu Odrodzenia Polski.

## Osiągnięcia
| Rok  | Impreza                                 | Miejsce               | Pozycja           | Wynik  |
| ---- | --------------------------------------- | --------------------- | ----------------- | ------ |
| 2011 | Mistrzostwa świata juniorów młodszych   | Lille                 | 2. miejsce        | 57,03  |
| 2012 | Zimowy puchar Europy w rzutach          | Bar                   | 7. miejsce        | 61,80  |
| 2012 | Mistrzostwa świata juniorów             | Barcelona             | eliminacje        | NM     |
| 2013 | Zimowy puchar Europy w rzutach          | Castellón de la Plana | 4. miejsce        | 62,73  |
| 2013 | Mistrzostwa Europy juniorów             | Rieti                 | 4. miejsce        | 63,13  |
| 2014 | Zimowy puchar Europy w rzutach U23      | Leiria                | 1. miejsce        | 69,30  |
| 2015 | Zimowy puchar Europy w rzutach U23      | Leiria                | 4. miejsce        | 68,55  |
| 2015 | Młodzieżowe mistrzostwa Europy          | Tallinn               | 3. miejsce        | 68,57  |
| 2015 | Mistrzostwa świata                      | Pekin                 | el. – 14. miejsce | 69,53  |
| 2016 | Mistrzostwa Europy                      | Amsterdam             | 6. miejsce        | 70,91  |
| 2016 | Igrzyska olimpijskie                    | Rio de Janeiro        | el. – 15. miejsce | 69,69  |
| 2017 | Superliga drużynowych mistrzostw Europy | Lille                 | 2. miejsce        | 73,06  |
| 2017 | Mistrzostwa świata                      | Londyn                | 3. miejsce        | 74,76  |
| 2017 | Uniwersjada                             | Tajpej                | 1. miejsce        | 76,85  |
| 2017 | IAAF Hammer Throw Challenge             |                       | 4. miejsce        | 220,03 |
| 2018 | Puchar Europy w rzutach                 | Leiria                | 3. miejsce        | 69,54  |
| 2018 | Mistrzostwa Europy                      | Berlin                | 4. miejsce        | 72,20  |
| 2018 | IAAF Hammer Throw Challenge             |                       | 5. miejsce        | 217,41 |
| 2019 | Uniwersjada                             | Neapol                | 2. miejsce        | 70,89  |
| 2019 | Mistrzostwa świata                      | Doha                  | el. – 13. miejsce | 70,46  |
| 2019 | Światowe wojskowe igrzyska sportowe     | Wuhan                 | 3. miejsce        | 67,12  |
| 2019 | IAAF Hammer Throw Challenge             |                       | 10. miejsce       | 211,78 |
| 2021 | Igrzyska olimpijskie                    | Tokio                 | 3. miejsce        | 75,49  |
| 2022 | Mistrzostwa świata                      | Eugene                | el. – 15. miejsce | 70,50  |
| 2022 | Mistrzostwa Europy                      | Monachium             | el. –             | NM     |
| 2023 | I dywizja drużynowych mistrzostw Europy | Chorzów               | 3. miejsce        | 71,18  |
| 2023 | Mistrzostwa świata                      | Budapeszt             | –                 | NM     |
| 2024 | Mistrzostwa Europy                      | Rzym                  | 7. miejsce        | 69,72  |
| 2024 | Igrzyska olimpijskie                    | Paryż                 | el. – 23. miejsce | 67,68  |